# Neocodia asna
Neocodia asna là một loài bướm đêm trong họ Noctuidae.